# Vue du jardin de la villa Médicis à Rome (pavillon d'Ariane)
La Vue du jardin de la Villa Médicis à Rome, est une huile sur toile de Diego Vélasquez peinte à Rome entre 1629 et 1631. Elle est également nommée Le pavillon de Ariane-Loggia de Cléopâtre ou Midi pour la différencier de son pendant, Vue sur le jardin de la villa Médicis à Rome (entrée de la grotte).

## Histoire et datation
Francisco Pacheco et Antonio Palomino, expliquent qu’à l’été 1630 Vélasquez s’établit à la villa Médicis, après avoir été logé dans les palais du Vatican avec l’appui du cardinal Francesco Barberini, neveu du pape Urbain VIII.  Il faut également prendre en compte que ce premier voyage fut un voyage d’étude. Il fit un grand nombre de dessins de sculptures gréco-romaines, ainsi que d'œuvres de Michel-Ange, Raphaël et de maîtres vénitiens.
Carl Justi et Aureliano Beruete, qui font partie des premiers biographes de Vélasquez, considérèrent que ces deux petites toiles d’« étude » auraient été réalisées à cette époque. Cependant, en 1913, Von Loga proposa de retarder la date de leur exécution au second voyage de Vélasquez, entre 1649 et 1651, en considérant que sa technique était trop avancée. Cette hypothèse fut admise par une grande partie de la critique. Enriqueta Harris ajouta que ces dernières hypothèses, admises par Jonathan Brown, prenaient en compte qu'en 1648-1649, la loggia était cachée par des travaux. De plus, elle indique que lorsque Vélasquez aborda ces toiles, il devait connaître les paysages de Claude de Lorraine et ses dessins d'après nature, qui sont datés entre 1640 et 1645.
Face à cette interprétation, López-Rey est presque le seul à maintenir sa datation vers 1630, alléguant des raisons biographiques. Des sources concordantes indiquent que Vélasquez logea lors de son premier voyage à la villa Médicis ; d'autres sources signalent les ressemblances entre ces toiles et des paysages tels que ceux de La Tunique de Joseph dont la date de réalisation à cette époque est certaine. En fin de compte, les études techniques réalisées par le musée du Prado, confirment une date d'exécution vers 1630. Cette analyse prend notamment en compte une  préparation identique entre ces toiles et celle de la Sibylle dont la date d’exécution est connue.
La toile pourrait faire partie de quatre petits paysages achetés à Vélasquez pour le roi d'Espagne Philippe IV par Jerónimo de Villanueva. En 1666, elle fut inventoriée à l'Alcázar de Madrid, avec son pendant, « L'entrée de la grotte ». Après l'incendie de l'Alcazar en 1734, la toile intégra le palais du Buen Retiro, où elle fut inventoriée comme œuvre de Juan Bautista Martínez del Mazo, artiste mineur, en 1789 et 1794. En 1819, elle intégra le musée du Prado.

## Le thème et la technique
L'œuvre représente une partie du jardin de la Villa Médicis à Rome, avec la vue d'une serlienne qui abrite la copie d’une sculpture grecque Ariane endormie, ressemblant à celle rapportée à Madrid par Vélasquez lors de son second voyage en Italie. La serlienne fait office de balcon ouvert sur un paysage duquel se détachent des cyprès, illuminés par un soleil de midi qui transparaît à travers les branches denses des arbres du jardin. La lumière est intense et rend les silhouettes des personnages vaporeuses. Ceux-ci sont si légèrement dessinés que le fond transparaît au travers d’eux.

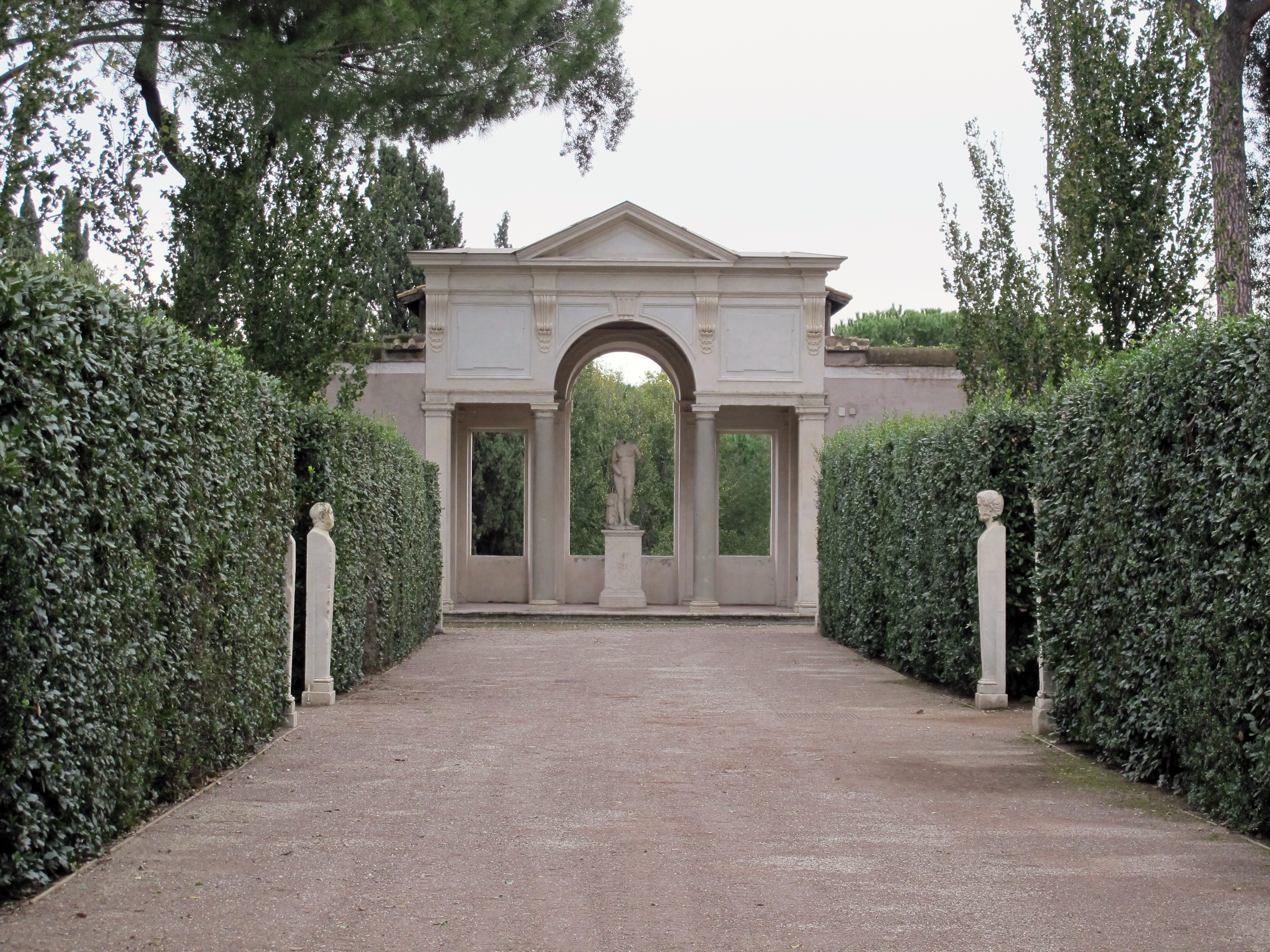
Vue actuelle du Pavillon d'Ariane ou Loggia de Cléopâtre dans les jardins de la Villa Médicis à Rome.

Mais la partie la plus importante de cette toile est probablement la technique qu'utilisa Vélasquez. La peinture de paysages était considérée comme mineure dans la « hiérarchie des genres » qui faisait de la peinture historique le plus important des genres. À l'arrivée de Vélasquez à Rome, certains artistes français et italiens peignaient des paysages classiques (par exemple Claude Lorrain ou Nicolas Poussin). Les toiles représentaient généralement des personnages qui justifiaient l'ample développement du paysage. Cependant, Vélasquez s'était intéressé au paysage très tôt. Déjà dans ses premiers portraits équestres du roi, exposés en 1625 rue Mayor à Madrid, les paysages étaient, selon son beau-père Francisco Pacheco, fait d'après nature.
La nouveauté était que Vélasquez installa son chevalet dehors pour peindre directement à l'huile un paysage ; ce que seuls des artistes hollandais établis à Rome avaient fait à cette époque, pour des croquis rapides, toujours au crayon, à la plume ou à l'aquarelle, comme plus tard Claude Lorrain le fit dans ses célèbres études d'après nature.
C'est ce caractère d'étude ou croquis d'après nature, par la légèreté des coups de pinceaux avec lesquels il ébauche à peine les formes, et le fait d'avoir peint « en plein air » firent que ces cadres furent mis en relation avec les impressionnistes.